# Elaphria vincta
Elaphria vincta là một loài bướm đêm trong họ Noctuidae.